# Danh sách tổng thống Hàn Quốc
Dưới đây là danh sách các đời tổng thống của Hàn Quốc.

## Danh sách Tổng thống Hàn Quốc
| #  | Tổng thống                 | Chân dung | Hangeul | Hanja  | Hán Việt        | Cách chuyển tự cũ sang tiếng Anh | Thời gian tại vị                            |
| -- | -------------------------- | --------- | ------- | ------ | --------------- | -------------------------------- | ------------------------------------------- |
| 1  | Lý Thừa Vãn (1875–1965)    |           | 이승만  | 李承晩 | Lý Thừa Vãn     | Syngman Rhee                     | 15 tháng 8 năm 1948 – 22 tháng 3 năm 1960   |
| 2  | Yun Bo-seon (1897–1990)    |           | 윤보선  | 尹潽善 | Doãn Phổ Thiện  | Yun Po-sun                       | 12 tháng 8 năm 1960 – 22 tháng 3 năm 1962   |
| 3  | Park Chung-hee (1917–1979) |           | 박정희  | 朴正熙 | Phác Chính Hy   | Park Chung-hee                   | 17 tháng 12 năm 1963 – 26 tháng 10 năm 1979 |
| 4  | Choi Kyu-hah (1919–2006)   |           | 최규하  | 崔圭夏 | Thôi Khuê Hạ    | Choi Kyu-ha                      | 8 tháng 12 năm 1979 – 16 tháng 8 năm 1980   |
| 5  | Chun Doo-hwan (1931–2021)  |           | 전두환  | 全斗煥 | Toàn Đẩu Hoán   | Chun Doo-hwan                    | 1 tháng 9 năm 1980 – 25 tháng 2 năm 1988    |
| 6  | Roh Tae-woo (1932–2021)    |           | 노태우  | 盧泰愚 | Lô Thái Ngu     | Roh Tae-woo                      | 25 tháng 2 năm 1988 – 25 tháng 2 năm 1993   |
| 7  | Kim Young-sam (1927–2015)  |           | 김영삼  | 金泳三 | Kim Vịnh Tam    | Kim Young-sam                    | 25 tháng 2 năm 1993 – 25 tháng 2 năm 1998   |
| 8  | Kim Dae-jung (1924–2009)   |           | 김대중  | 金大中 | Kim Đại Trung   | Kim Dae-jung                     | 25 tháng 2 năm 1998 – 25 tháng 2 năm 2003   |
| 9  | Roh Moo-hyun (1946–2009)   |           | 노무현  | 盧武鉉 | Lô Vũ Huyễn     | Roh Moo-hyun                     | 25 tháng 2 năm 2003 – 25 tháng 2 năm 2008   |
| 10 | Lee Myung-bak (sinh 1941)  |           | 이명박  | 李明博 | Lý Minh Bác     | Lee Myung-bak                    | 25 tháng 2 năm 2008 – 25 tháng 2 năm 2013   |
| 11 | Park Geun-hye (sinh 1952)  |           | 박근혜  | 朴槿惠 | Phác Cận Huệ    | Park Geun-hye                    | 25 tháng 2 năm 2013 – 10 tháng 3 năm 2017   |
| 12 | Moon Jae-in (sinh 1953)    |           | 문재인  | 文在寅 | Văn Tại Dần     | Moon Jae-in                      | 10 tháng 5 năm 2017 – 10 tháng 5 năm 2022   |
| 13 | Yoon Suk-yeol (sinh 1960)  |           | 윤석열  | 尹錫悅 | Doãn Tích Duyệt | Yoon Suk-yeol                    | 10 tháng 5 năm 2022 – 4 tháng 4 năm 2025    |
| 14 | Lee Jae-myung (sinh 1963)  |           | 이재명  | 李在明 | Lý Tại Minh     | Lee Jae-myung                    | 4 tháng 6 năm 2025 – đuơng nhiệm            |

### Danh sách quyền Tổng thống Hàn Quốc
| # | Quyền Tổng thống | Chân dung | Hangul | Hanja  | Hán Việt        | Thời gian tại vị                                                                     |
| - | ---------------- | --------- | ------ | ------ | --------------- | ------------------------------------------------------------------------------------ |
| 1 | Heo Jeong        |           | 허정   | 許政   | Hứa Chính       | 26 tháng 4 năm 1960 – 13 tháng 8 năm 1960                                            |
| 2 | Park Choong-hoon |           | 박충훈 | 朴忠勳 | Phác Trung Huân | 16 tháng 8 năm 1980 – 1 tháng 9 năm 1980                                             |
| 3 | Goh Kun          |           | 고건   | 高建   | Cao Kiến        | 12 tháng 3 năm 2004 – 14 tháng 5 năm 2004                                            |
| 4 | Hwang Kyo-ahn    |           | 황교안 | 黃教安 | Hoàng Giáo An   | 9 tháng 12 năm 2016 – 11 tháng 5 năm 2017                                            |
| 5 | Han Duck-soo     |           | 한덕수 | 韓悳洙 | Hàn Đức Chu     | 14 tháng 12 năm 2024 – 27 tháng 12 năm 2024 24 tháng 3 năm 2025 – 1 tháng 5 năm 2025 |
| 6 | Choi Sang-mok    |           | 최상목 | 崔相穆 | Thôi Tương mục  | 27 tháng 12 năm 2024 – 24 tháng 3 năm 2025                                           |
| 7 | Lee Ju-ho        |           | 이주호 | 李周浩 | Lý Chu Hạo      | 2 tháng 5 năm 2025 – 4 tháng 6 năm 2025                                              |

## Danh sách các cựu Tổng thống còn sống
Tính từ 4 tháng 4 năm 2025 có 4 cựu Tổng thống còn sống:
| Tên           | Hình | Hangul | Hanja  | Hán Việt        | Nhiệm kỳ  | Tuổi              |
| ------------- | ---- | ------ | ------ | --------------- | --------- | ----------------- |
| Lee Myung-Bak |      | 李明博 | 李明博 | Lý Minh Bác     | 2008–2013 | 19 tháng 12, 1941 |
| Park Geun-hye |      | 박근혜 | 朴槿惠 | Phác Cận Huệ    | 2013–2017 | 2 tháng 2, 1952   |
| Moon Jae-in   |      | 문재인 | 文在寅 | Văn Tại Dần     | 2017–2022 | 24 tháng 1, 1953  |
| Yoon Suk-yeol |      | 윤석열 | 尹錫悅 | Doãn Tích Duyệt | 2022–2025 | 18 tháng 12, 1960 |

### Các cựu quyền tổng thống còn sống
| Tên           | Hình | Hangul | Hanja  | Hán Việt       | Thời gian tại vị                                                                     | Tuổi             |
| ------------- | ---- | ------ | ------ | -------------- | ------------------------------------------------------------------------------------ | ---------------- |
| Goh Kun       |      | 고건   | 高建   | Cao Kiến       | 12 tháng 3 năm 2004 – 14 tháng 5 năm 2004                                            | 2 tháng 1, 1938  |
| Hwang Kyo-ahn |      | 황교안 | 黃教安 | Hoàng Giáo An  | 9 tháng 12 năm 2016 – 11 tháng 5 năm 2017                                            | 14 tháng 5, 1957 |
| Han Duck-soo  |      | 한덕수 | 韓悳洙 | Hàn Đức Chu    | 14 tháng 12 năm 2024 – 27 tháng 12 năm 2024 24 tháng 3 năm 2025 – 1 tháng 5 năm 2025 | 18 tháng 6, 1949 |
| Choi Sang-mok |      | 최상목 | 崔相穆 | Thôi Tương mục | 27 tháng 12 năm 2024 – 24 tháng 3 năm 2025 1 tháng 5 năm 2025 – 2 tháng 5 năm 2025   | 7 tháng 6, 1963  |
| Lee Ju-ho     |      | 이주호 | 李周浩 | Lý Chu Hạo     | 2 tháng 5 năm 2025 – 4 tháng 6 năm 2025                                              | 17 tháng 2, 1961 |

Tổng thống sống lâu nhất là Yun Bo-seon, ông đã qua đời vào ngày 18 tháng 7 năm 1990 khi ông 93 tuổi, Heo Jeong người đã qua đời vào ngày 18 tháng 9 năm 1988 khi 92 tuổi, Ông chỉ kém hơn Yun Bo-seon 163 ngày.